# Notiphila philippinensis
Notiphila philippinensis är en tvåvingeart som beskrevs av Cresson 1948. Notiphila philippinensis ingår i släktet Notiphila och familjen vattenflugor. Inga underarter finns listade i Catalogue of Life.